# محمد الدري

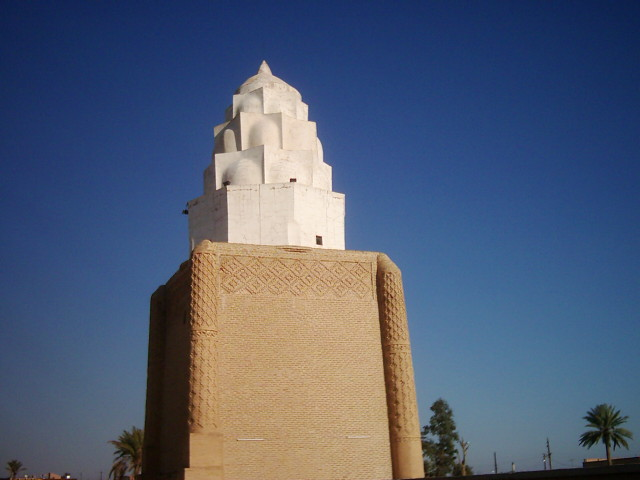
صورة ملتقطة عام 2005 لضريح الإمام محمد الدري قبل تفجيره من قبل داعش في 2014

محمد الدري هو الإمام المحدث والحافظ الحجة أبو الحسن السيد العلوي الشيخ محمد الدري بن موسى الكاظم. ولد في الدور وتربى فيها وأخذ العلوم عن علمائها حتى أصبح من كبار علماء الدور وقصد اليه من سائر الآفاق.
توفي سنة 223 هجري ودفن في الدور بمدرسته وكانت البناية التي تضم ضريحه ماثلة حتى سنة 2014 حين تم تفجيرها من قبل تنظيم داعش الإرهابي. وهي قبة مظهرها الخارجي يشابه قبة الست زبيدة في بغداد ولكنها أعلى منها حيث يبلغ ارتفاعها حوالي 40 متر، وبنايتها الداخلية فيها الزخارف والعقود والمقرنصات وهي في غاية الروعة، هدم سلم هذه القبة في الحرب العالمية الأولى نتيجة قصفه من قبل قوات الاحتلال الإنكليزي لاعتقادها ان هذه القبة حصنا معاديا، ولا تزال اثار السلم والسياج باقية.
ومما قاله أبو عنبة الأصغر صاحب كتاب (عمدة الطالب) عن الامام محمد الدري قوله، هاشمي عريق النسب كبير الفضل والحسب هو محمد بن العابد بن الإمام موسى الكاظم بن الإمام جعفر الصادق.
كان الإمام محمد الدري شيخ الحديث والتصوف في الدور انشأ زاوية (تكية) ومدرسة ومسجدا جامعا ووقف عليها الوقوف وحبس عليها الحبوس وقد اقيم عليه مشهد جميل (القبة) في سنة 581 هجري ثم خرب وعُمّر مرة كما جاء في الرخامات الموجودة داخل القبة.

## التنقيب عن المعالم
قامت مديرية الاثار العامة بالتنقيب حول هذه القبة في سنة 1965 م فظهرت معالم المدرسة والمسجد واضحة للعيان.
قام تنظيم داعش بعد احتلاله للمدينة بتفجير ضريح الإمام محمد الدري بتاريخ 23 تشرين الأول 2014.